# Ivo Niehe
Ivo Johannes Ignatius Niehe (Amsterdam, 31 mei 1946) is een Nederlandse televisiepresentator, -producent en -programmamaker.

## Carrière

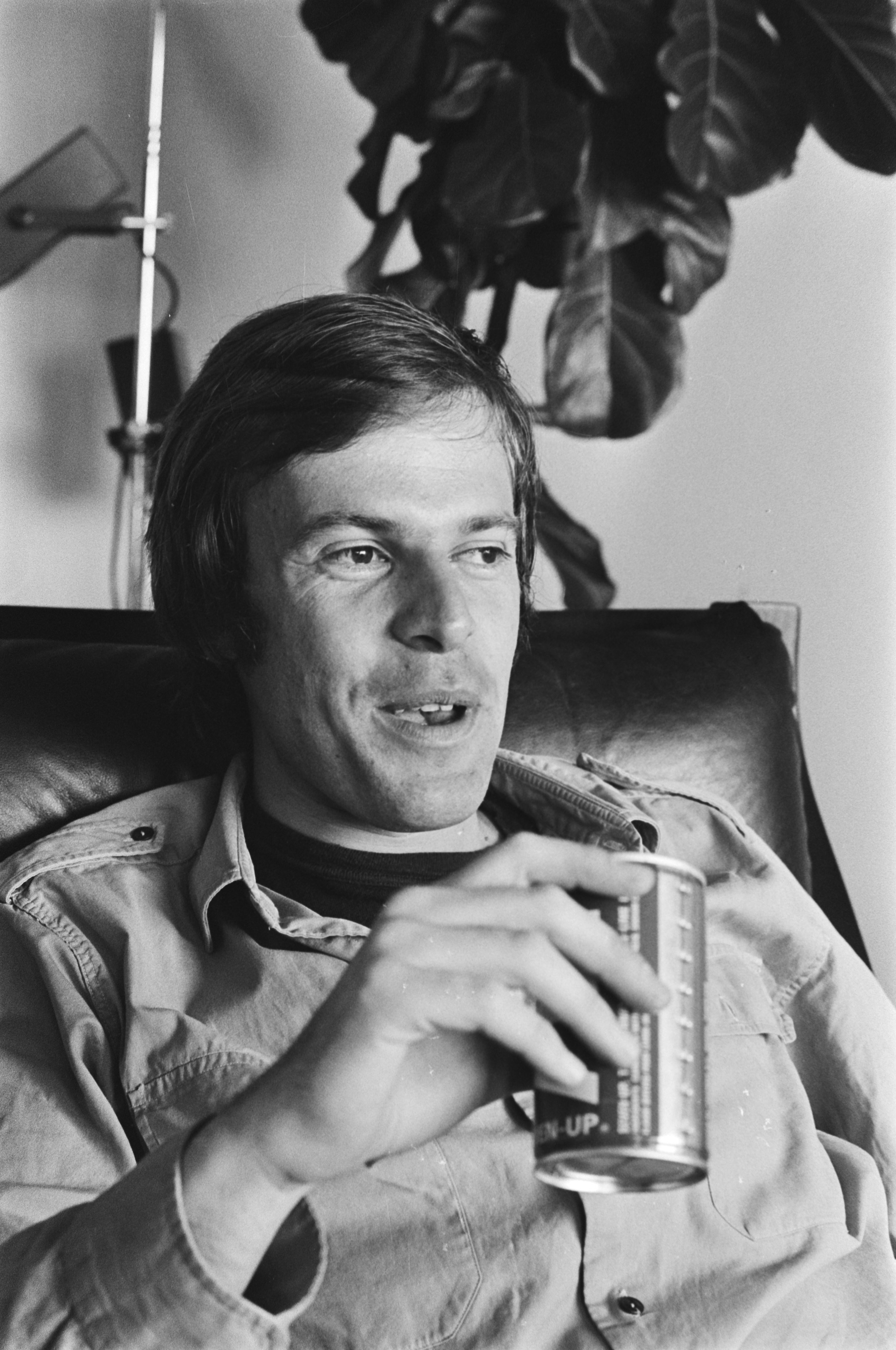
Niehe (1976)

Na de lagere school vervolgde Niehe in 1957 zijn opleiding aan het toenmalige St. Ignatiuscollege in Amsterdam, waar hij de richting gymnasium-alfa volgde. Na het eindexamen ging Niehe Frans studeren aan de Universiteit van Amsterdam. Hij behaalde zijn doctoraal Franse taal- en letterkunde in 1973. In januari 1967 nam hij een single op, Mountain of love, met zijn band Ivo and the Furies. Hij was daarna ook nog een korte periode toetsenist van de band The Whiskers uit Bergen. 
In Berlijn nam Niehe twee nummers op voor een single. De A-kant bevatte Mit dir in meinen Armen en op de B-kant kwam het nummer Wer sucht der wird finden. Naar aanleiding hiervan werd Niehe door Hans van Willigenburg uitgenodigd voor een interview in het radioprogramma Tussen 12 en 2. Na de uitzending werd Niehe opgebeld door talentscout Pierre Dam, bemiddelaar voor diskjockeys. Hij had Niehe net op de radio gehoord en prees zijn verbale kwaliteiten. Niehe, die nog niet wist wat hij na zijn studie wilde doen, ging akkoord met een screentest in de studio. De screentest werd naar Joop Landré van de TROS gestuurd, die wel potentie zag in Niehe.
Bij de TROS was Niehe eerst enige tijd te zien als omroeper. Vervolgens haalde Wibo van de Linde Niehe naar TROS Aktua. Sindsdien heeft Niehe, zoals hij zelf zegt, de op een na leukste baan ter wereld (de leukste is volgens hem "vader"). In 1978 werd hij hoofd amusement bij de TROS. Rond deze tijd ontdekte hij Ron Brandsteder en presenteerde hij tussendoor onder andere de spelprogramma's Matchpoint en Dubbelspel.

### TROS TV Show
In 1981 presenteerde Niehe voor het eerst het praatprogramma TROS TV Show. Dit was jarenlang een van de meest bekeken televisieprogramma's in Nederland en Vlaanderen, met ruim 1 miljoen kijkers per aflevering. Hij wist er verschillende nationale en internationale beroemdheden voor te strikken. 
Ondanks het succes van de TV Show kreeg Niehe ook veel kritiek op zijn interviewstijl. Men heeft hem vaak verweten dat hij zijn interviews veel te braaf en luchtig hield en vaak oppervlakkig.
In 1982 stopte Niehe als hoofd amusement voor de TROS en richtte hij zijn eigen productiebedrijf Ivo Niehe Producties op, waarbij hij tevens producent en bedenker was van programma's als Life & Cooking, Una Voce Particolare en Lunch-TV. In 1997 won cabaretier Hans Liberg met Niehes productiemaatschappij een Emmy Award voor het programma Liberg Zappt Zichzelf.
Onder andere voor zijn inzet voor organisaties als Natuurmonumenten, Unicef en de inzamelingsactie voor Rwanda (die 80 miljoen gulden opbracht), werd Niehe in 2001 benoemd tot Officier in de Orde van Oranje-Nassau.

### Overstap naar Talpa en terugkeer naar de TROS
In 2005 stapte Niehe over naar Talpa, waar hij hoopte het format van de TROS TV Show verder te kunnen presenteren. De TROS gaf er geen toestemming voor en liet Reinout Oerlemans voortaan het programma presenteren. Bij Talpa presenteerde Niehe het praatprogramma Ivo, maar omdat dit programma niet genoeg kijkers trok, keerde Niehe in 2006 weer terug naar de TROS. In een zaterdagbijlage van De Telegraaf verklaarde hij: "John (de Mol) heeft met Talpa een echt probleem, dat durf ik wel te zeggen." Nadat hij teruggekeerd was bij de TROS, presenteerde hij er opnieuw de TROS TV Show.
Hoogtepunten waren zijn presentatie van het 25-jarig regeringsjubileum van koningin Beatrix en de gezamenlijke verjaardag van de toenmalige koningin en haar zuster prinses Margriet in januari 2008.

## Niehe na 2005

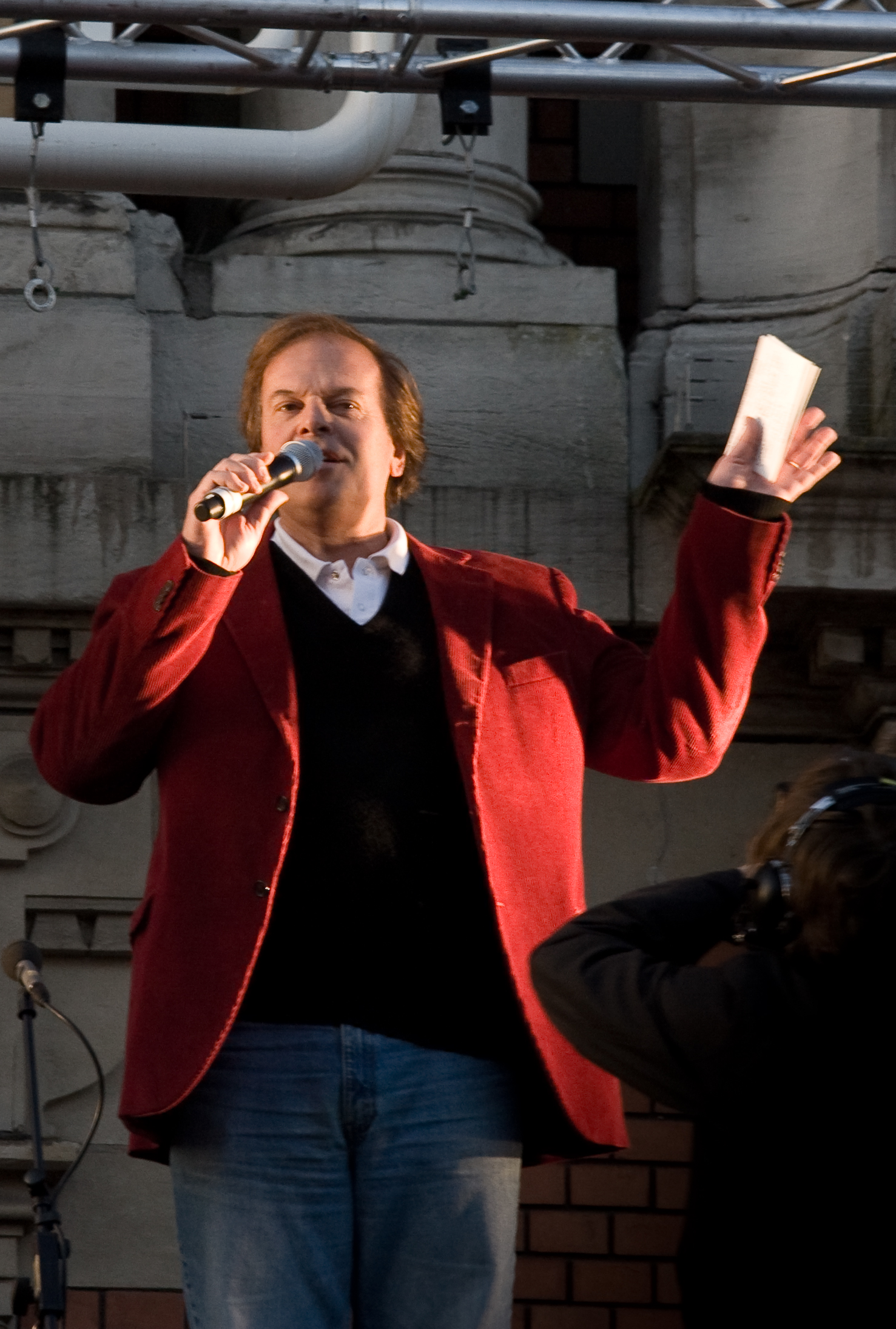
Ivo Niehe als spreekstalmeester bij de protestmanifestatie Nederland Schreeuwt Om Cultuur (2010)

In tegenstelling tot zijn oudere programma's wilde Niehe voornamelijk op locatie gaan interviewen en niet meer in de studio met publiek, omdat volgens hem publiek niet altijd bevorderlijk werkt. 
Hij is het gezicht van fondsenwervende televisieprogramma's ten behoeve van KWF Kankerbestrijding, Unicef en het Prinses Beatrix Spierfonds, waarvan hij tevens ambassadeur is.
Niehe schreef vijf boeken over zijn tv-ervaringen en begon in 2005 een nieuwe carrière in het theater. In datzelfde jaar richtte hij in2 op, dat sinds 2009 de naam Niehe Media draagt. Niehe Media produceerde onder meer de televisieprogramma's TV Show op Reis voor de TROS, het 60-jarig jubileum voor KWF Kankerbestrijding, In het Theater voor diverse regionale omroepen en Kijk op Wonen. Naast televisie is zijn bedrijf actief in het theater met onder meer het gezelschap Mussen en Zwanen van Haye van der Heyden en op het gebied van evenementen, zoals de uitreiking van de Koning Willem I Prijs.
Met zijn theatergezelschap Ivo & Friends toerde Niehe met zijn onemanshow Time Out! in 2009-2010 door Nederland en België. In zijn voorstelling ging hij op humoristische wijze op zoek naar antwoorden op levensvragen. In het tweede deel liet Niehe beelden zien van een interview met de Franse zanger Yves Montand, een paar weken voor diens onverwachte dood. Niehe was de laatste interviewer die Montand heeft gesproken. Joop van den Ende vond het tweede deel zeer geschikt voor het Franse publiek en hij bracht een bewerkte voorstelling in 2011 naar Parijs. Na de première op 3 oktober 2011 in het Théâtre Mogador vertelde Niehe via een videoscherm aan Pauw en Witteman dat hij 'buitengewoon geëmotioneerd' was door zijn succes in Parijs ... 'Het is unaniem een belachelijk groot succes.' Deze zelfverheerlijking ontving hoon in de Nederlandse media en Niehe zei later dat hij zich had laten meeslepen in zijn enthousiasme.
In 2018 maakte Niehe de zevendelige documentaireserie Jaap van Zweden: Een Hollandse maestro op wereldtournee.
In 2020 werd hem de Televizier Oeuvre  Award (zie Gouden Televizier-Ring Gala) toegekend. 
Niehe stelde vanaf 1 januari 2021 een overzicht samen van 40 jaar TV Show, dat in 21 afleveringen werd uitgezonden. Op 1 januari 2022 vond de 22ste en laatste uitzending van de TV Show plaats via AVROTROS op NPO2. Met als hoofdgast André van Duin, die er in totaal 22 keer te gast was – de eerste 10 jaar als Ome Joop in live-uitzendingen – blikte hij hierop terug in een selectie hoogtepunten met een aantal van zijn meest indrukwekkende gasten.

## Persoonlijk
Niehe is getrouwd met Karin ter Kuile en heeft drie kinderen.

### Bestseller 60
| Boeken met noteringen in de Nederlandse Bestseller 60 | Jaar van verschijnen | Datum van binnenkomst | Hoogste positie | Aantal weken | Opmerkingen |
| ----------------------------------------------------- | -------------------- | --------------------- | --------------- | ------------ | ----------- |
| Wereldvrouwen                                         | 2004                 | 06-10-2004            | 55              | 1            |             |
| De afterparty                                         | 2023                 | 01-03-2022            | 23              | 2            |             |

## Trivia
- Van Kooten en De Bie bekritiseerden een door Niehe gepresenteerde ledenwerfactie voor de TROS onder het motto 'Nivo Nihil'. Reden voor hen was dat een vergelijkbare actie voor de VPRO in dezelfde week wegens overschrijding van de regels met een forse boete werd bestraft.[2]
- Niehe deed voor de Nederlandse versie van de film The Incredibles in 2004 de stem van een nieuwspresentator.
- Niehe had een productiebedrijf genaamd Niehe Media. Dit bedrijf werd in september 2016 overgenomen door MediaLane.[3]
- Niehe kwam in februari 2021 in opspraak vanwege een interview uit 1999 met de destijds 17-jarige popster Britney Spears, waarin hij haar vroeg naar haar borsten.
- Zijn oudere broer Eric was in 1968 lid van de Olympische roeiploeg.[4]